# Johann Gottfried Rohlfs
Johann Gottfried Rohlfs (* 27. Juni 1759 in Esens; † 25. Juli 1847 ebenda) war ein Orgelbauer, der in Ostfriesland wirkte. 

## Leben
Rohlfs lernte in der Werkstatt von Hinrich Just Müller und trat erst ab 1788 sporadisch selbständig auf. Am 9. Oktober 1792 erwarb er das Bürgerrecht von Esens. Am 24. Januar 1801 heiratete er Sophia Maria Elisabeth Schuster und begründete mit ihr eine Orgelbaufamilie. Bekanntheit als Orgelbauer erlangten sein Sohn Arnold Rohlfs (1808–1882) und sein Enkel Friedrich (Frerk) (* 26. Juni 1829, † 17. März 1891), mit dessen Tod die Firma erlosch. Johann Gottfried wirkte ein halbes Jahrhundert (1788–1838) und schuf kleinere Orgeln mit einem sehr farbigen Klang, die vom äußeren Aufbau und in klanglicher Hinsicht eher konservativ orientiert waren und in der Tradition Müllers standen. Die meisten seiner Neubauten sind heute noch erhalten und funktionstüchtig.

## Werkliste
In der fünften Spalte der Tabelle bezeichnet die römische Zahl die Anzahl der Manuale, ein großes „P“ ein selbstständiges Pedal, ein kleines „p“ ein nur angehängtes Pedal und die arabische Zahl in der sechsten Spalte die Anzahl der klingenden Register. Eine Kursivierung zeigt an, dass die Orgel nicht erhalten ist.
| Jahr      | Ort            | Kirche                     | Bild | Manuale | Register | Bemerkungen |
| --------- | -------------- | -------------------------- | ---- | ------- | -------- | --- |
| 1793      | Hatshausen     | Maria-Magdalena-Kirche     |      | II/p    | 12       | Vollendung des Neubaus von Johann Hinrich Klapmeyer nach dessen Tod; Prospekt erhalten |
| 1794      | Burhafe        | St.-Florian-Kirche         |      | I/p     | 8        | Neubau; 1905 Erweiterungs-Umbau durch Johann Martin Schmid; 2009 Restaurierung durch Harm Dieder Kirschner; heute I/P/10 (12); technische Anlage rekonstruiert, Pfeifenwerk zur Hälfte und Gehäuse von Rohlfs erhalten |
| 1794–1795 | Bangstede      | Bangsteder Kirche          |      | I/p     | 8        | Neubau; weitgehend erhalten; 2008–09 von Bartelt Immer restauriert |
| 1796–1799 | Norden         | Mennonitenkirche           |      | I/p     | 7 (?)    | Neubau; um 1900 Überführung in die Norder Christuskirche (Baptisten); heute II/P/11 → Orgel der Christuskirche (Norden)                                                                                                |
| 1796–1798 | Neustadtgödens | Lutherische Kirche         |      | II/p    | 15       | Neubau; nach Umbau 1906 heute II/P/15 |
| 1798      | Ochtelbur      | Ochtelburer Kirche         |      | I/p     | 7        | Überführung der Orgel von Johann Friedrich Constabel (1747) auf Ostempore; nicht erhalten |
| 1799      | Arle           | Bonifatius-Kirche          |      | I/p     | 12       | Neubau zusammen mit Hinrich Just Müller; 1999 von Martin ter Haseborg auf heute II/P/18 erweitert |
| 1801      | Barstede       | Barsteder Kirche           |      | I/p     | 8        | Neubau; weitgehend erhalten |
| 1801–1802 | Veenhusen      | Veenhuser Kirche           |      | I/p     | 8        | Neubau; weitgehend erhalten |
| 1810–1813 | Holtland       | Marienkirche               |      | II/p    | 14       | Neubau; weitgehend erhalten; Brüstungsorgel |
| 1815–1816 | Nüttermoor     | Reformierte Kirche         |      | I/p     | 9        | Neubau; weitgehend erhalten |
| 1817–1818 | Victorbur      | St.-Victor-Kirche          |      | I/p     | 11       | Neubau; Prospekt erhalten; Pfeifeninnenwerk von Hermann Hillebrand (1966–69) |
| 1820–1822 | Wiesens        | Johannes-der-Täufer-Kirche |      | I/p     | 10       | Neubau; vor 1900 auf II/p/13 erweitert |
| 1820–1823 | Marx           | St.-Marcus-Kirche          |      | I/p     | 7        | Neubau; weitgehend erhalten |
| 1828      | Böhmerwold     | Böhmerwolder Kirche        |      | I/p     | 7        | Neubau unter Verwendung älterer Pfeifen; fast vollständig erhalten |
| 1827–1829 | Uttum          | Uttumer Kirche             |      | I       | 9        | Überführung der Orgel (um 1660) nach der Kirchenrenovierung auf die Ostempore → Orgel der Uttumer Kirche |
| 1830      | Osteel         | Warnfried-Kirche           |      | II/p    | 13       | Überführung und Umbau der Orgel von Edo Evers (1619) auf Ostempore nach Umbau der Kirche → Orgel der Warnfried-Kirche (Osteel)                                                                                         |
| 1827–1833 | Roggenstede    | Roggensteder Kirche        |      | I/p     | 8        | Neubau; weitgehend erhalten |
| 1837      | Spiekeroog     | Alte Inselkirche           |      | I       |          | Neubau einer kleinen Orgel, die durch den Bergelohn eines mit Öl beladenen Schiffes finanziert wurde; nicht erhalten                                                                                                   |
| 1838      | Collinghorst   | Dreifaltigkeitskirche      |      | I/p     | 8        | Neubau; weitgehend erhalten; 2007 durch Bartelt Immer restauriert |

Darüber hinaus führte Rohlfs zahlreiche Reparaturen an ostfriesischen Orgeln durch.